# Uranocentrodon
Uranocentrodon – rodzaj płaza z rzędu temnospondyli. Żył około 250 milionów lat temu. Nie jest pewne, czy czas jego występowania przypada na koniec permu (czangsing) czy może na początek triasu (ind). Kilka kompletnych szkieletów tego zwierzęcia odkryto na terenie południowej Afryki w formacji zawierającej również szczątki lystrozaurów. Tereny występowania uranocentrodona stanowiły w owym czasie centralne rejony Pangei.
Całkowita długość tego płaza wynosiła 375 cm. Płaska głowa mierzyła około 50 cm długości. Miednica wykazuje analogie w budowie do miednicy Eryops, co wskazuje na przystosowanie do życia na lądzie. Jednak elementy szczątków kości nadgarstka i kostki nie uległy skostnieniu, co wskazuje, że zwierzę musiało wieść wodny żywot. W związku z tym uważa się, że Uranocentrodon żył głównie w wodzie, mogąc jednak ją na krótko opuścić w razie potrzeby.
Przez pewien czas klasyfikowano zwierzę jako przedstawiciela rodziny Uranocentrodontidae Romer, 1947. Jednak obecnie uważa się go za członka Rhinesuchidae Watson, 1919. Był prawdopodobnie ostatnim dużym płazem z tej grupy.

## Filogeneza
```
Stereospondyli

 |--
Rhinesuchidae

 |  |--
Rhinesuchus

 |  |--
Laccocephalus

 |  |--
Uranocentrodon

 |  `--
Broomistega

 `--+--
Capitosauria

    |  |--
Lydekkerinidae

    |  `--+--
Mastodonsaurus

    |     `--
Capitosauridae

    `--
Trematosauria

       |--
Trematosauroidea

       `--+--
Metoposauroidea

          `--+--
Plagiosauroidea

             `--+--
Rhytidosteidae

                `--
Brachyopoidea
```

| ← mln lat temuUranocentrodon |          |            |          |          |           |         |          |         |          |           |      |    |
| Prekambr←4,6 mld             | Kambr541 | Ordowik485 | Sylur443 | Dewon419 | Karbon359 | Perm299 | Trias252 | Jura201 | Kreda145 | Paleog.66 | Ng23 | Q2 |